# Košariská (Niżne Tatry)
Košariská (1361 m) – szczyt we wschodniej części Niżnych Tatr na Słowacji. Wznosi się
w grzbiecie oddzielającym dolinę Dikula od doliny  Benkovskiego Potoku (Benkovský potok). Jest porośnięty lasem, tylko stosunkowo płaskie partie szczytowe są trawiaste. To dawna hala pasterska. Cały masyw znajduje się w obrębie Parku Narodowego Niżne Tatry i nie prowadzi przez niego żaden szlak turystyczny.
W pasterskiej gwarze na Słowacji słowo košarisko oznacza miejsce, w którym stoi szałas lub szałasy. W Polsce to samo znaczenie ma słowo szałasisko. Od słów košarisko i szałasisko pochodzi wiele nazw geograficznych w Tatrach i na Podhalu.